# Kalanchoe rolandi-bonapartei
Kalanchoe rolandi-bonapartei är en fetbladsväxtart som beskrevs av R.-hamet och Perrier. Kalanchoe rolandi-bonapartei ingår i släktet Kalanchoe och familjen fetbladsväxter. Inga underarter finns listade i Catalogue of Life.